# Altdeutsche Hütehunde
Altdeutsche Hütehunde sind vom Aussterben bedrohte Hütehundschläge aus Deutschland. Diese Hunde wurden fast ausschließlich von umherziehenden Schäfern gehalten. Ihr Erscheinungsbild ist sehr unterschiedlich, da ihre Verwendbarkeit und Leistungsfähigkeit im Vordergrund standen.

## Erscheinungsbild und wesentliche Charaktermerkmale
Bei der heutigen Bezeichnung Altdeutsche Hütehunde handelt es sich um einen Oberbegriff für verschiedene Schläge mit unterschiedlichem Äußeren und unterschiedlichen Eigenschaften. Ab dem Mittelalter verbreitete sich die Wanderschäferei über ganz Europa. Die Schäfer führten zum Schutz der Herde, zum Treiben und Bewachen, Hunde mit. Diese Hunde der Schäfer auf dem Gebiet des heutigen Deutschlands waren meist von mittlerer Größe, leicht und wendig und verfügten über ein wetterfestes Fell. Über die Jahrhunderte bildeten sich durch Zuchtwahl der Schäfer, bei der in erster Linie auf Gebrauchstauglichkeit im Hinblick auf die zu hütende Viehart abgestellt wurde, unterschiedliche regionale Varietäten. Einige Bezeichnungen der Schläge weisen darauf hin: So spricht man beispielsweise vom Harzer Fuchs, vom Westerwälder Kuhhund und vom Pommerschen Pudel.
Diese gebrauchsbezogene Art der Zuchtwahl erfolgte damit lange vor dem Aufkommen von Rassezuchtverbänden gegen Ende des 19. Jahrhunderts. Der Begriff Rasse wird für diese Hunde auch heute noch abgelehnt, da grundsätzlich keine Auslese nach äußerlichen Merkmalen betrieben wird.
Allerdings ist, aufgrund des erheblichen Rückganges der Bestände der meisten Altdeutschen, häufig das Ziel der Erhaltung dieser Schläge an die erste Stelle getreten. Insoweit ist nicht von der Hand zu weisen, dass letztlich auch eine Zucht nach äußeren Merkmalen betrieben wird. Ob zum Zwecke der Erhaltung dieser Tiere auch weitere Ziele, wie eine bessere Eignung für eine Haltung abseits der Weidewirtschaft, hinzukommen sollten, ist umstritten.
Zu den wesentlichen Eigenschaften aller Schläge zählen Leichtfüttrigkeit, Härte, Hitzeresistenz und Ausdauer. Charakterlich entsprechen die Altdeutschen Hütehunde den Anforderungen an einen typischen Arbeitshund. Sie sind temperamentvoll, draufgängerisch, arbeitswillig und sehr eigenständig.

## Erhaltungsbemühungen

### Arbeitsgemeinschaft zur Zucht Altdeutscher Hütehunde
Da die Wanderschäferei so gut wie nicht mehr existent ist, sind diese Hüteschläge vom Aussterben bedroht.
Unter der Mitwirkung von K. H. Finger gründeten 1989 dreißig Schäfer die Arbeitsgemeinschaft zur Zucht Altdeutscher Hütehunde (AAH). Ziel der AAH ist es, die noch vorhandenen Schläge der Altdeutschen Hütehunde zu erfassen und zu erhalten. Unterstützt durch die Genetiker Dres. Beuing wird seit 1990 beim TG-Verlag in Gießen ein Zuchtbuch geführt, in dem die Nachkommen aller Schläge der Altdeutschen Hütehunde registriert werden.

### Einteilung der Schläge

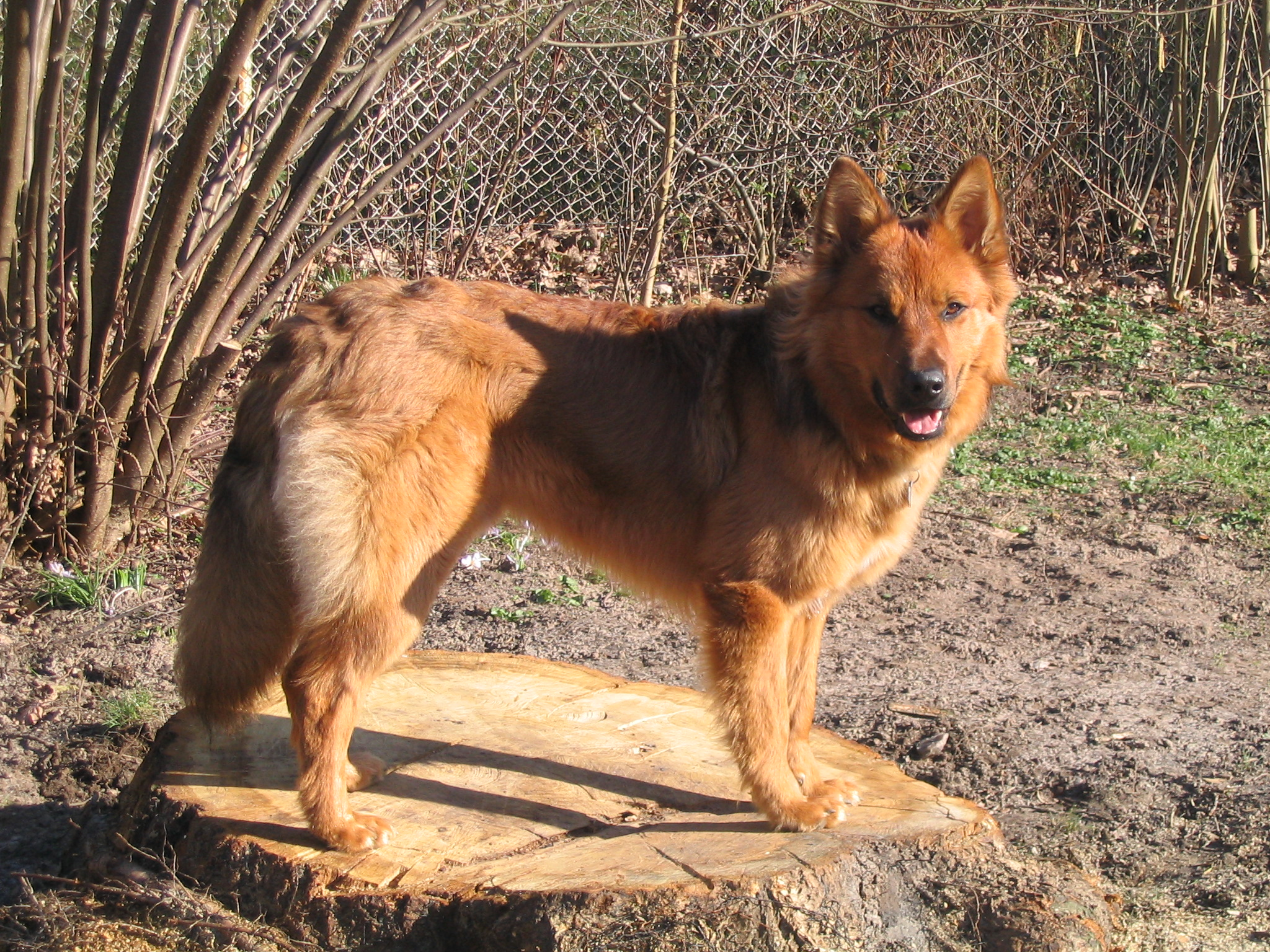
Harzer Fuchs

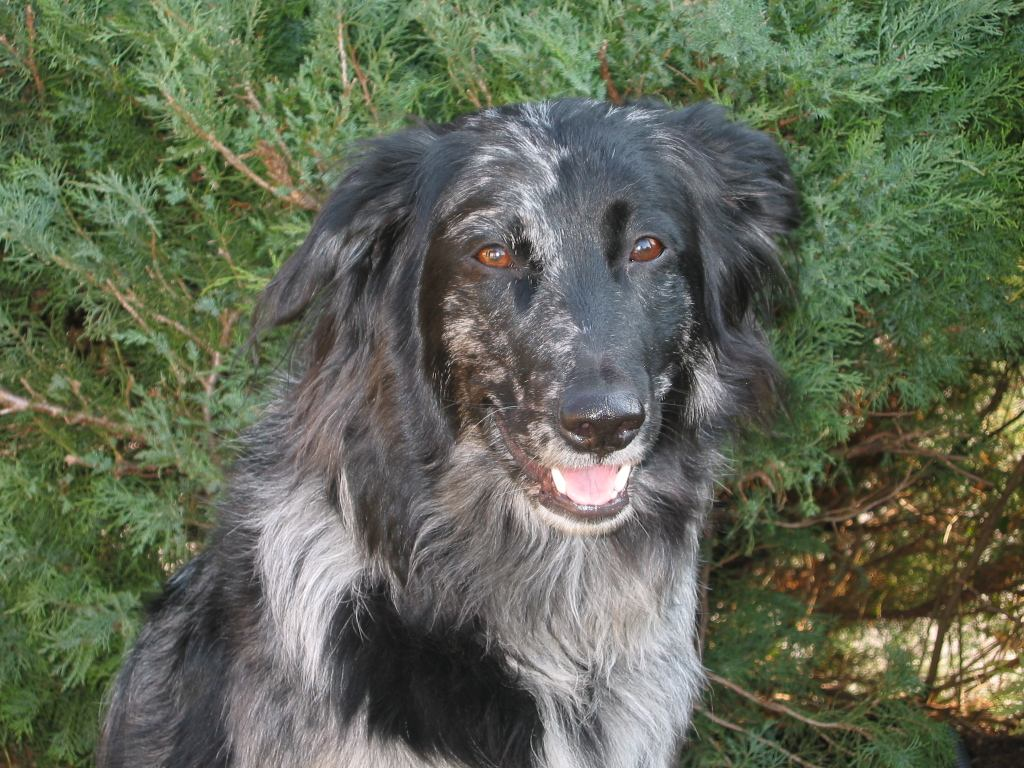
Tiger

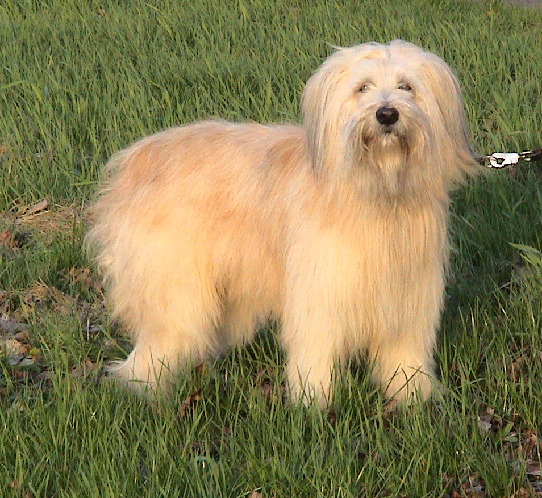
Schafpudel

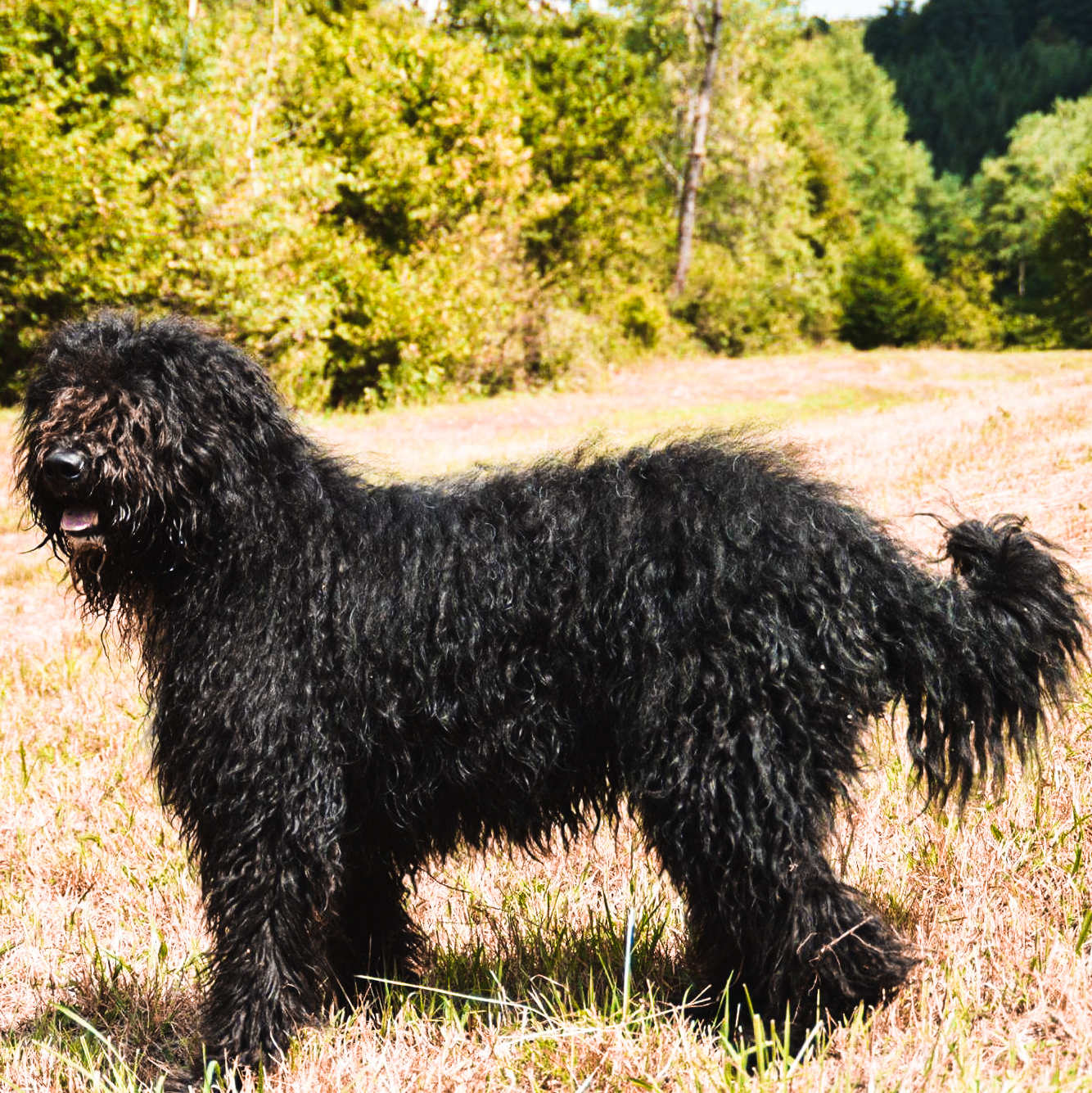
Strobel

Die Einteilung der unterschiedlichen Varietäten erfolgt überwiegend folgendermaßen: Auf der ersten Ebene nach dem behüteten Vieh, also in Kuhhunde und Schafhunde. Danach nach dem Verbreitungsgebiet und dem Aussehen in den Ost- bzw. Mitteldeutschen Typ, den Süddeutschen Typ und den Zotthaarigen Typ. Auf einer dritten Ebene wird zwischen den Farbschlägen unterschieden.
- Kuhhunde (1. Ebene)
  - Westerwälder
  - Siegerländer

- Schafhunde (1. Ebene)
  - Süddeutscher Typ (2. Ebene)
    - Süddeutsche Gelbbacke (3. Ebene)
    - Süddeutscher Schwarzer
    - Tiger

  - Ost- bzw. Mitteldeutscher Typ (2. Ebene)
    - Ost- bzw. Mitteldeutsche Gelbbacke (3. Ebene)
    - Ost- bzw. Mitteldeutscher Schwarzer
    - Ost- bzw. Mitteldeutscher Fuchs
      - Harzer Fuchs (der eine Besonderheit darstellt, weil es sich ursprünglich um einen Kuhhund handelte, der im Lauf der Zeit in den roten Schafhunden aufgegangen ist[4]; als regionale Variante des Fuchses wird er hier in die 4. Ebene eingeordnet.)

  - Zotthaariger Typ (2. Ebene)
    - Strobel
    - Schafpudel

Beim Ost- bzw. Mitteldeutschen Altdeutschen, auch unter dem überkommenen Namen Altdeutscher Schäferhund bekannt, wird keine Unterteilung in Farbschläge wie Gelbbacke, Schwarzer und Fuchs (nicht jedoch Harzer Fuchs) vorgenommen. Sie gelten als ein gemeinsamer Schlag und können untereinander verpaart werden. Weitere Farben der Ost- bzw. Mitteldeutschen sind wildfarben und weiß; sie sind allerdings sehr seltene Zufallsergebnisse in der Zucht. Der weiße Farbschlag gilt als ausgestorben.
Die angeführten Schläge sind keine abschließende Aufzählung; etwa aufgrund tieferer regionaler Untergliederung können, wie beispielsweise beim Harzer Fuchs, weitere Einteilungen vorgenommen werden.
Im süddeutschen Raum unterschied man noch den Schlag des Rollhaarigen Altdeutschen, der inzwischen so selten ist, dass er einer Erhebung der GEH aus dem Jahr 2001  nicht mehr gesondert ausgewiesen wurde, weil er „so gut wie nicht mehr vorhanden“ sei; einige wenige Restexemplare gibt es womöglich noch in Baden-Württemberg. In anderen Schlägen kann Rollhaarigkeit gelegentlich auftreten.
Hunde mit angeborener Stummelrute werden Stumper genannt; sie können in allen Schlägen vorkommen.

### Rote Liste der Gesellschaft zur Erhaltung alter und gefährdeter Haustierrassen
Die Gesellschaft zur Erhaltung alter und gefährdeter Haustierrassen (GEH) führt Altdeutsche Hütehunde als gefährdete Rassen in der Roten Liste nach dem Grad der Gefährdung in
- Kategorie I (extrem gefährdet): Westerwälder Kuhhund (2006 noch 30–40 reinrassige Exemplare erhalten)
- Kategorie III (gefährdet): Altdeutscher Hütehund (Süd- und Mitteldeutsche Schläge, Schafpudel)[10] sowie Gelbbacke, Schwarzer, Fuchs, Tiger, Strobel und Schafpudel.[9]

Der Altdeutsche Hütehund wurde 1998 zusammen mit der weißen gehörnten Heidschnucke von der Gesellschaft zur Erhaltung alter und gefährdeter Haustierrassen (GEH) zur „Gefährdeten Nutztierrasse des Jahres“ erklärt. Die Gesellschaft hat auch einen Rassebetreuer berufen.
In den Jahren 2020 und 2021 bestimmte diese Gesellschaft den Westerwälder Kuhhund zusammen mit dem Pustertaler Rind zur gefährdeten Nutztierrasse dieser beiden Jahre.